# Triplax cuneata
Triplax cuneata är en skalbaggsart som beskrevs av Boyle 1954. Triplax cuneata ingår i släktet Triplax och familjen trädsvampbaggar. Inga underarter finns listade i Catalogue of Life.